# Keith Carradine
Pour les autres membres de la famille, voir Famille Carradine.
 (septembre 2020).
Keith Carradine [kiθ ˈkɛɹədiːn], est un acteur, compositeur et producteur américain né le 8 août 1949 à San Mateo (Californie).
Faisant partie de la distribution du film Nashville (1975), réalisé par Robert Altman, il glane le Golden Globe et l'Oscar de la meilleure chanson originale pour le titre I'm Easy. Toujours au cinéma, il fait notamment face à Harvey Keitel dans une série de duels dans The Duellists (1977), première réalisation de Ridley Scott.
À la télévision, il incarne la légende de l'Ouest Wild Bill Hickok dans Deadwood (2004), l'agent du FBI Frank Lundy dans Dexter (2007-2009), l'ancien policier Lou Solverson dans Fargo (2014) ou encore le président des États-Unis Conrad Dalton dans Madam Secretary (2014-2019).
Sa famille est une dynastie d'acteurs.

## Biographie

### Jeunesse et formation
Keith Carradine est issu d'une famille d'acteurs. Il est le fils de John Carradine, le frère de Robert Carradine et le demi-frère de David Carradine. Dès 14 ans, il développe des talents de musicien. Pendant ses études, le théâtre a été une de ses occupations.
En 1969, il auditionne pour la comédie musicale Hair, et se retrouve à Broadway pour un an de représentations.
Keith Carradine est le père de l'actrice Martha Plimpton, née de sa relation avec la comédienne et chanteuse Shelley Plimpton (en), créatrice de Hair.

### Carrière
En 1970, Keith Carradine commence sa carrière d'acteur de cinéma avec Dialogue de feu.
En 1971, il joue dans John McCabe sous la direction de Robert Altman.
En 1975, pour le film Nashville, il reçoit le Golden Globe et l'Oscar de la meilleure chanson originale : I'm Easy.
En 1977, il joue dans le film Les Duellistes de Ridley Scott puis accompagne le premier grand rôle de Brooke Shields dans La Petite.
En 2002, il prête sa voix à un personnage de Les Rois du Texas (King of the Hill).
En 2004, il obtient un rôle dans la première saison de Deadwood. La même année jusqu'en juin 2005, il incarne un père de famille dans la sitcom de Mel Gibson, Les Sauvages, jusqu'à l'annulation de la série.
En 2006, il tient le rôle récurrent de l'agent spécial du FBI Frank Lundy dans la deuxième saison de la série Dexter, puis il réapparait dans la quatrième saison de cette même série.
En 2012, il prête sa voix à Blake Dexter, l'un des personnages principaux du jeu vidéo Hitman: Absolution.

## Filmographie

### Cinéma

#### Films
- 1971 : John McCabe (McCabe and Mrs Miller) de Robert Altman : un cowboy
- 1971 : Dialogue de feu (Gunfight) de Lamont Johnson : le jeune pistolero
- 1973 : L'Empereur du Nord (Emperor of the North Pole) de Robert Aldrich : Cigaret
- 1973 : Idaho Transfer (en) de Peter Fonda : Arthur
- 1973 : Hex de Leo Garen : Whizzer
- 1974 : Antoine et Sébastien de Jean-Marie Périer : John
- 1974 : Nous sommes tous des voleurs (Thieves Like Us) de Robert Altman : Bowie
- 1974 : Joe et Margherito (Arrivano Joe e Margherito) de Giuseppe Colizzi de Giuseppe Colizzi : Joe
- 1975 : You and Me de David Carradine : l'homme mort
- 1975 : Nashville de Robert Altman : Tom Frank
- 1976 : Lumière de Jeanne Moreau : David
- 1976 : Bienvenue à Los Angeles (Welcome to L.A.) d'Alan Rudolph : Carroll Barber
- 1977 : Les Duellistes (The Duellists) de Ridley Scott : d'Hubert
- 1978 : La Petite (Pretty Baby) de Louis Malle : Bellocq
- 1978 : Sergeant Pepper's Lonely Hearts Club Band de Michael Schultz : un invité à Heartland
- 1979 : Old Boyfriends (en) de Joan Tewkesbury : Wayne Van Til
- 1979 : Un scandale presque parfait (An Almost Perfect Affair) de Michael Ritchie : Hal Raymond
- 1980 : Le Gang des frères James (The Long Riders) de Walter Hill : Jim Younger
- 1981 : Sans retour (Southern Comfort) de Walter Hill : Pfc. Spencer
- 1984 : Choose Me d'Alan Rudolph : Mickey
- 1984 : Maria's Lovers d'Andreï Kontchalovski : Clarence Butts
- 1985 : Wanda's Café (Trouble in Mind) d'Alan Rudolph : Coop
- 1986 : L'Enquête (L'inchiesta) de Damiano Damiani : Tito Valerio Tauro
- 1988 : The Moderns d'Alan Rudolph : Nick Hart
- 1988 : Backfire de Gilbert Cates : Reed
- 1989 : Cold Feet de Robert Dornhelm : Monte Latham
- 1989 : Sans espoir de retour (Street of No Return) de Samuel Fuller : Michael
- 1990 : Mio caro dottor Gräsler de Roberto Faenza : Dr Emil Gräsler
- 1990 : Daddy's Dyin'... Who's Got the Will? (en) de Jack Fisk : Clarence
- 1990 : Madonna: The Immaculate Collection de Michele Ferrone et 7 autres réalisateurs : le petit ami[2] (segment Material Girl)
- 1991 : The Ballad of the Sad Café de Simon Callow : Marvin Macy
- 1992 : Rabbit Ears: Annie Oakley : le narrateur (court métrage, voix originale)
- 1992 : CrissCross de Chris Menges : John Cross
- 1994 : André, mon meilleur copain (Andre) de George Miller : Harry Whitney
- 1994 : Mrs Parker et le cercle vicieux (Mrs. Parker and the Vicious Circle) d'Alan Rudolph : Will Rogers
- 1995 : Les Liens du sang (The Tie That Binds) de Wesley Strick : John Netherwood
- 1995 : Wild Bill de Walter Hill : Buffalo Bill Cody
- 1996 : Deux jours à Los Angeles (2 Days in the Valley) de John Herzfeld : inspecteur Creighton
- 1997 : Secrets (A Thousand Acres) de Jocelyn Moorhouse : Ty Smith
- 1998 : Standoff d'Andrew Chapman : Zeke Clayton
- 1999 : The Hunter's Moon de Richard Weinman : Turner[2]
- 1999 : Out of the Cold d'Aleksandr Buravskiy : Dan Scott
- 2001 : Cahoots de Dirk Benedict : Matt
- 2001 : Wooly Boys de Leszek Burzynski : le shérif Hank Dawson
- 2002 : Fálkar de Friðrik Þór Friðriksson : Simon
- 2002 : The Angel Doll d'Alexander Johnston : Jerry Barlow adulte
- 2003 : The Adventures of Ociee Nash de Kristen McGary : Papa George Nash
- 2005 : Our Very Own de Cameron Watson : Billy Whitfield
- 2005 : The Californians de Jonathan Parker : Elton Tripp
- 2007 : Elvis and Anabelle de Will Geiger : Jimmy
- 2007 : Kill Bobby Z de John Herzfeld : Johnson
- 2007 : All Hat de Leonard Farlinger : Pete Culpepper
- 2008 : Lake City de Hunter Hill et Perry Moore : Roy
- 2009 : Winter of Frozen Dreams de Eric Mandelbaum : inspecteur Lulling
- 2009 : Madonna Celebration: The Video Collection de Fabien Baron et 29 autres réalisateurs : le petit ami[2] (segment Material Girl)
- 2010 : Le Secret de Peacock (Peacock) de Michael Lander : Ray Crill
- 2011 : Cowboys et Envahisseurs (Cowboys and Aliens) de Jon Favreau : le shérif John Taggart
- 2011 : The Family Tree de Vivi Friedman : le révérend Diggs
- 2013 : Les Amants du Texas (Ain't Them Bodies Saints) de David Lowery : Skerritt
- 2014 : Rodéo Princess 2 : L'Été de Dakota (Dakota's Summer) de Timothy Armstrong : Austin Rose
- 2014 : Terroir de John Jopson : Jonathan Bragg
- 2015 : Bereave d'Evangelos et George Giovanis : Victor
- 2016 : A Quiet Passion de Terence Davies : père Edward Dickinson[3]
- 2017 : Ray Meets Helen d'Alan Rudolph : Ray[3]
- 2018 : The Old Man and The Gun de David Lowery
- 2021 : The Power of the Dog de Jane Campion : le gouverneur Edward
- 2024 : L'I.A. du mal (AfrAId) de Chris Weitz

#### Films d'animation
- 2004 : Hair High de Bill Plympton : JoJo
- 2004 : Balto 3 : Sur l'aile du vent (Balto III: Wings of Change) de Phil Weinstein : Duke[2]

### Télévision

#### Téléfilms
- 1972 : Man on a String de Joseph Sargent : Danny Brown
- 1974 : L'Enfant du désert (The Godchild) de John Badham : lieutenant Lewis
- 1980 : Rumeurs de guerre (en) (A Rumor of War) de Richard T. Heffron : lieutenant Murphy McCoy
- 1984 : Scorned and Swindled de Paul Wendkos : John Boslet
- 1985 : Blackout de Douglas Hickox : Allen Devlin
- 1986 : A Winner Never Quits (en) de Mel Damski : Pete Gray
- 1986 : Half a Lifetime de Daniel Petrie : J. J.
- 1987 : Murder Ordained de Mike Robe : Trooper John Rule
- 1987 : Au nom de l'amour (Eye on the Sparrow) de John Korty : James Lee
- 1988 : Stones for Ibarra de Jack Gold : Richard Everton
- 1988 : La Mort à retardement (My Father, My Son) de Jeff Bleckner : lieutenant Elmo Zumwait III
- 1989 : The Revenge of Al Capone de Michael Pressman : Michael Rourke
- 1989 : The Forgotten de James Keach : le capitiaine Tom Watkins
- 1990 : Judgment de Tom Topor : Pete Guitry
- 1991 : The Will Rogers Follies de Walter C. Miller : Will Rogers
- 1991 : Dette de sang (Payoff) de Stuart Cooper : Peter « Mac » McAllister
- 1992 : Lincoln de Peter W. Kunhardt et James A. Edgar : William Herndon (documentaire, voix)
- 1994 : In the Best of Families: Marriage, Pride and Madness de Jeff Bleckner : Tom Lynch[4]
- 1994 : Is There Life Out There de David Hugh Jones : Brad
- 1995 : Accusée d'amour (Trial By Fire) d'Alan Metzger : Owen Turner
- 1996 : Special Report: Journey to Mars de Robert Mandel : le capitaine Eugene T. Slader
- 1997 : La Promesse (Keeping the Promise) de Sheldon Larry : William « Will » Hallowell
- 1997 : Last Stand at Saber River de Dick Lowry : Vern Kidston
- 1999 : L'Amour égaré (Night Ride Home) de Glenn Jordan : Neal Mahler
- 1999 : Sirens (en) de John Sacret Young : officier Dan Wexler
- 1999 : Les Yeux du cœur (A Song from the Heart) de Marcus Cole : Oliver Comstock
- 1999 : Hard Time : Prise d'otages (Hard Time: Hostage Hotel) de Hal Needham : le caporal Arlin Flynn
- 2000 : Metropolis de Michael M. Robin : Quincy
- 2000 : Ensclavement: The Truth Story of Fanny Kemble de James Keach : Pierce Butler
- 2000 : Un intrus dans la famille (Baby) de Robert Allan Ackerman : John Malone
- 2001 : À la poursuite du diamant de Jeru (The Diamond of Jeru) de Ian Barry et Dick Lowry : John Lacklan
- 2002 : Un mystérieux étranger (The Outsider) de Randa Haines : Noah Weaver
- 2003 : Monte Walsh de Simon Wincer : Chester « Chet » Rollins
- 2003 : Coyote Waits de Jan Egleson : John McGinnis
- 2006 : Ma grand-mère est riche (Where There's a Will) de John Putch : le shérif Clifford Laws
- 2012 : The Tin Star : Frank Sarr

#### Séries télévisées
- 1971 : Bonanza : Em (saison 13, épisode 3)
- 1972-1973 : Kung Fu : Middle Caine adolescent (2 épisodes, non crédité)
- 1973 : Love, American Style : George Pomerantz (saison 4, épisode 19 - segment Love and the Anniversary)
- 1983 : Chroniques policières (en) (Chiefs) : Foxy Funderburke (3 épisodes)
- 1989 : Confessional : Liam Devline (4 épisodes)
- 1996 : Lonesome Dove : Les Jeunes Années (Dead Man's Walk) : Bigfoot Wallace (mini-série de 3 épisodes))
- 1997 : Expériences interdites (Perversions of Science) : Arthur Bristol (saison 1, épisode 1)
- 1997-1998 : Fast Track : Dr Richard Beckett (23 épisodes)
- 1999 : Outreach : Dr Vincent Shaw (épisode(s) inconnu(s))
- 2002 : American Experience : le narrateur (documentaire, voix originale - saison 14, épisode 8)
- 2002 : Frasier : Caller Carl (saison 9, épisode 22)
- 2002 : Arliss (Arli$$) : Lamar Scott (saison 7, épisode 2)
- 2002 : Street Time (it) : Frank Dugan (3 épisodes)
- 2003 : Star Trek: Enterprise (Enterprise) : A. G. Robinson (saison 2, épisode 24)
- 2003 : Les Nouvelles Aventures de Spider-Man (Spider-Man) : J. Jonah Jameson (animation, voix originale - 5 épisodes)
- 2004 : Deadwood : Wild Bill Hickok (5 épisodes)
- 2004-2005 : Les Sauvages (Complete Savages) : Nick Savage (19 épisodes)
- 2005 : Into the West : le capitaine William H. Pratt (saison 1, épisode 5)
- 2007 : American Masters : le narrateur (documentaire, voix originale - saison 21, épisode 1)
- 2007 : Esprits criminels (Criminal Minds) : Frank Breitkopf (2 épisodes)
- 2007 et 2009 : Dexter : agent spécial du FBI Frank Lundy (15 épisodes)
- 2008 : Numb3rs (série) : Carl McGowan (3 épisodes)
- 2009 : New York, police judiciaire (Law and Order) : Martin Garvik (saison 19, épisode 16)
- 2009 : Crash : Owen (2 épisodes)
- 2009 : Dollhouse : Matthew Harding (3 épisodes)
- 2010 : Damages : Julian Decker (5 épisodes)
- 2010 / 2015 / 2016 / 2019: The Big Bang Theory : Wyatt, le père de Penny (saison 4, épisode 9 / saison 9, épisode 3 / saison 10, épisode 1 / saison 12)
- 2012 : Missing : Au cœur du complot (Missing) : Martin Newman (7 épisodes)
- 2014 : Following (The Following) : Barry (saison 2, épisode 1)
- 2014 : Raising Hope : Colt Palomino (saison 4, épisode 15)
- 2014 : NCIS : Enquêtes spéciales (NCIS) : Mannheim Gold (saison 11, épisode 17)
- 2014-2015 : Fargo : Lou Solverson (9 épisodes)
- 2014-2019 : Madam Secretary : le président Conrad Dalton
- depuis 2021 : Fear the Walking Dead (saison 6) : John Dorie Sr

### Comme compositeur
- 1975 : Nashville
- 1979 : The Carradines Together (documentaire)
- 2003 : Monte Walsh (téléfilm)

### Comme producteur
- 1989 : The Forgotten (téléfilm)
- 2014 : Terroir
- 2016 : Ray Meets Helen

## Ludographie
- 2012 : Hitman: Absolution : Blake Dexter

## Voix francophones

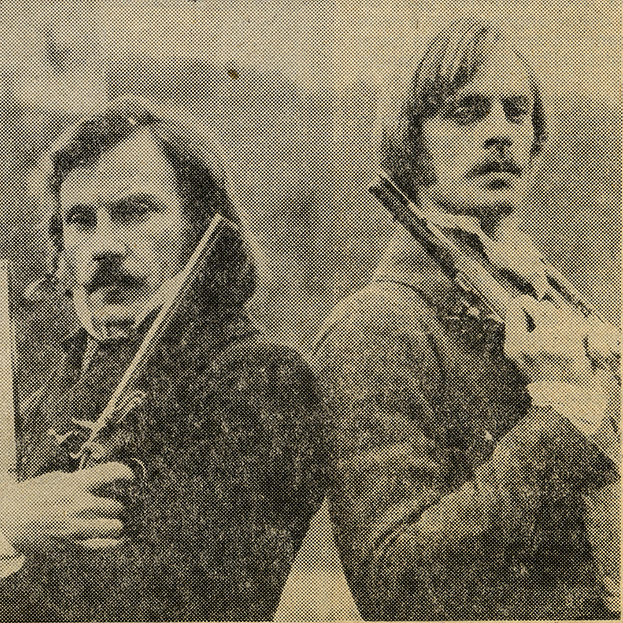
Harvey Keitel et Keith Carradine dans Les Duellistes (1977).

En France, et de 1977 à 1980, Keith Carradine est doublé par Bernard Murat dans Les Duellistes, Philippe Ogouz dans Le Gang des frères James, Jean Lagache dans Sans retour et Philippe Bellay dans Wanda's Café. Par la suite, Edgar Givry est devenu sa voix française la plus fréquente. Il le double dans les œuvres suivantes : Accusée d'amour, Un mystérieux étranger, Les Sauvages, Esprits criminels, Numb3rs, Dollhouse, Le Secret de Peacock, Missing : Au cœur du complot et Madam Secretary.
En parallèle, il est doublé à trois reprises par Thierry Mercier dans L'Amour égaré, Un intrus dans la famille et NCIS : Enquêtes spéciales ainsi que par Christian Cloarec dans Dexter, Damages et Fargo. Il est également doublé à deux reprises par Bernard Lanneau dans La Promesse et The Californians ainsi que par Pierre Dourlens dans Into the West et The Big Bang Theory. À titre exceptionnel, François Dunoyer le double dans Deux jours à Los Angeles, Michel Vigné dans Deadwood, Paul Borne dans Cowboys et Envahisseurs, Franck Dacquin dans Rodéo Princess 2 : L'Été de Dakota et Jean Barney dans The Power of the Dog.